# ولسوالی رشیدان
ولسوالی رشیدان یکی از ۱۹ ولسوالی نوینِ ولایت غزنی، به مرکزیت شهرک رشیدان در جنوب خاوری افغانستان است. رشیدان ۳۷۱ کیلومترمربع مساحت و جمعیت آن در سال ۱۳۹۹ حدود ۲۰٬۲۳۸ نفر می‌باشد.
در شرق و جنوب این ولسوالی پشتون‌ها و در شمال و غرب آن هزاره‌ها سکونت دارند. مهم‌ترین مشکل ولسوالی خشکسالی بوده است که باعث کوچیدن باشندگان به سایر ولسوالی‌ها یا بیرون‌مرز شده است. بسیاری از آنان در سوداگری سودمند کالاها در مرز با ایران مشغول به کار اند.

## جغرافیا
در جنوب ولسوالی رشیدان، ولسوالی جغتو، در شمال و شمال‌غرب آن ولسوالی ناهور و در شرق آن ولایت میدان وردک قرار دارد.